# 東華三院鄺錫坤伉儷中學
東華三院鄺錫坤伉儷中學（英語：TWGHs Mr & Mrs Kwong Sik Kwan College）是香港一所全日制男女中學，位於新界屯門區松齡徑一號，毗鄰港鐵輕鐵青松站及賽馬會盲人安老院。於1998年開辦，創校時命名為「東華三院鄺錫坤伉儷技能訓練學校」。2003年至2005年，學校為配合政府倡導融合教育的發展方向，以兩年時間轉型為主流文法中學，易名為「東華三院鄺錫坤伉儷中學」。

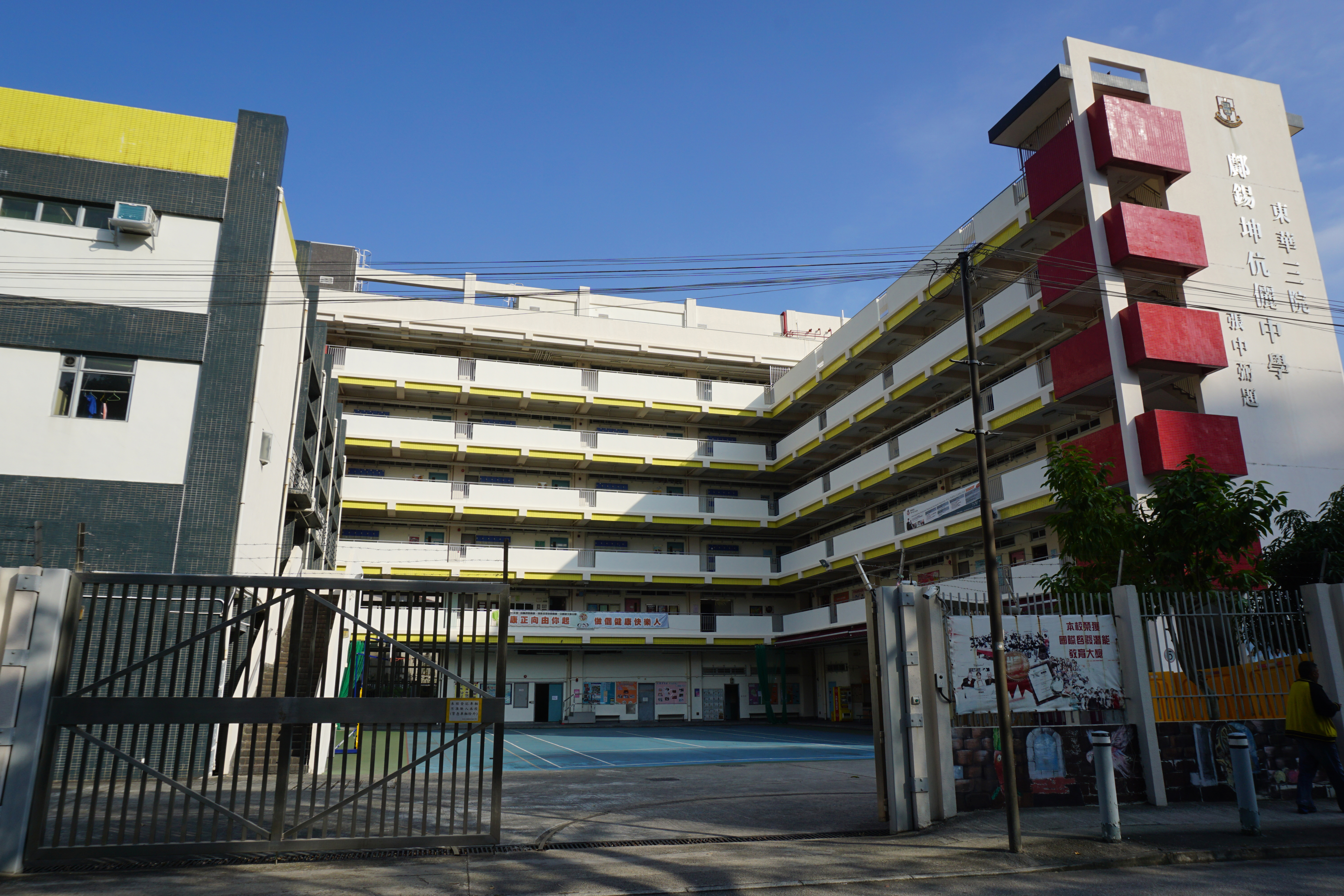
校舍內貌

## 外部連結
- 東華三院 （页面存档备份，存于）
- 東華三院鄺錫坤伉儷中學 （页面存档备份，存于）